# Meluca Campamento FC
El Meluca Campamento FC es un equipo de Fútbol de Honduras que juega en la Liga de Ascenso de Honduras, la segunda división nacional.

## Historia
Fue fundado en el año 2018 en el pueblo de Campamento de Olancho como equipo de la Liga Mayor de Honduras, pero en 2022 pasa a jugar en la segunda división luego de adquirir al equipo Cedrito de Orocuina y el nombre fue por idea del primer presidente del club Frank Carias.
El objetivo es que el pueblo vuelva a tener a un equipo competitivo como lo tuvieron en los años 1970 cuando estuvo el Federal FC.

## Estadio
El estadio del club es el Estadio Cornelio Santos.